# Tрговина људима у Гани
У 2009. години, Гана је била земља поријекла, транзита и одредишта за жене и дјецу који су били изложени трговини људима, посебно принудном раду и принудној проституцији. Експлоатација грађана Гане без сагласности, посебно дјеце, била је чешћа од трговине страним мигрантима. Кретање дјеце жртве интерне трговине било је или из руралних у урбана подручја, или из једног сеоског подручја у друго, као што су фарме у рибарске заједнице.
Године 2009. дјечаци и дјевојчице из Гане били су подвргнути условима принудног рада у земљи у рибарству, кућном послу, уличном трговању, просјачењу, преношењу ствари и пољопривреди. Дјевојчице из Гане, а у мањој мјери и дјечаци, изложени су комерцијалној сексуалној експлоатацији у Гани. Интерни трговци радницима су обично били слободни оператери и можда су били познати члановима изворне заједнице. Неупућени родитељи можда нису разумјели да сарадњом са преступницима трговине људима могу изложити своју дјецу присилном смјештају, принуди или директној продаји.
Медији су 2009. године навели 50 жена из Гане које су регрутоване за рад у Русији и потом присиљене на проституцију. Жене и дјевојке из Кине, Нигерије, Обале Слоноваче и Буркине Фасо биле су подвргнуте присилној проституцији након доласка у Гану. Грађани из других западноафричких земаља били су подвргнути присилном раду у Гани у пољопривреди или присилном домаћем ропству. Жртве трговине људима трпјеле су екстремно тешке третмане, укључујући дуге сате, дужничко ропство, недостатак плате, физичке ризике и сексуално злостављање.
Земља је ратификовала Протокол УН-а о трговини људима из 2000. године у августу 2012. године.
Канцеларија за праћење и борбу против трговине људима америчког Стејт департмента ставила је Гану на „Листу за посматрање другог нивоа“ 2017. и 2023. године.
У 2023. години, Индекс организованог криминала дао је Гани оцену 7 од 10 за трговину људима.

## Одговор владе (2009.)
Влада Гане не поштује у потпуности минималне стандарде за елиминацију трговине људима. Међутим, улаже значајне напоре да то учини, упркос ограниченим ресурсима. Гана је повећала своје напоре у спровођењу закона тако што је процесуирала и осудила све већи број трговаца људима, укључујући прве пресуде које се односе на принудни рад дјеце у рибарској индустрији језера Волта. Ганска полиција удружила се са Интерполом како би била домаћин регионалне обуке за службенике за спровођење закона из англофоне Африке, а влада је предузела кораке да успостави четири регионалне јединице за борбу против трговине људима како би ефикасније управљале случајевима на регионалном нивоу.
У августу 2009. године предсједник је именовао нове чланове у Управни одбор за трговину људима, који је распуштен када је претходна влада напустила функцију у јануару 2009. године. Међутим, влада није показала повећане напоре да обезбједи да жртве добију адекватну заштиту, као што је финансирање склониште за жртве трговине људима или повећање помоћи невладиним или међународним организацијама у пружању његе жртвама трговине људима.

### Тужилаштво (2009.)
Влада Гане је 2010. године показала побољшане напоре у спровођењу закона против трговине људима. Гана забрањује све облике трговине својим Законом о трговини људима из 2005. (ЗТЉ), који прописује минималну казну од пет година затвора за све облике трговине људима. Ова казна је довољно строга и сразмерна казнама прописаним за друга тешка кривична дјела, као што је силовање. У јулу 2009. године, парламент Гане је усвојио закон о измјенама и допунама дефиниције трговине људима како би се ЗТЉ уједначио са језиком Протокола УН-а о трговини људима из 2000. године.
Полицијска служба Гане одржава Јединицу за борбу против трговине људима у свом Одјељењу за кривичне истраге, која је отворила 31 истрагу о трговини људима у 2009. години. Влада је покренула 15 кривичних гоњења у току године, што је повећање у односу на пет кривичних гоњења у 2008. године и осудио шест трговаца људима 2009. године, што је повећање у односу на једну осуду изречену 2008. године. Јединицу за борбу против трговине људима је приписала заслуге за репатријацију 20 дјеце жртава трговине људима у сусједне земље. Према Јединици за борбу против трговине људима 61 посто свих случајева трговине људима пријављених у Гани односило се на рад, док су 39 посто били случајеви сексуалне експлоатације.
У јуну 2009. године, влада је осудила три кинеске држављана за трговину осам Кинескиња у Гану због експлоатације у проституцији. Окружни суд у Акри осудио је примарног починиоца трговине људима на 17 година затвора, укључујући 10 година за трговину људима и двије године за завјеру. Његов брат је добио 12 година затвора - 10 година за подржавање и двије године за заверу. У другом случају, преступник је осуђен на затворску казну од осам година због трговине троје дјеце Гане у Обалу Слоноваче. Ове казне су биле знатно изнад обавезног минимума од пет година.
У јануару 2010. Окружни суд града Агона Сведру осудио је жену из Гане због поробљавања два дјечака, старости шест и осам година, из Централног региона Гане да пецају на језеру Волта. Жена је осуђена на девет година затвора - прво кривично гоњење починиоца трговине људима у Гани. Влада се удружила са сусједним земљама, као и међународним организацијама и страним амбасадама, у процесуирању транснационалних случајева, недавно у успјешном покушају да разбије ланац трговине људима и проституције који је послао најмање 50 жена из Гане у Русију ради сексуалне трговине.

### Заштита (2009.)
Влада је током године показала свеукупно побољшане напоре у заштити жртава. Влада није примјенила формалне процедуре за идентификацију жртава међу рањивим групама, као што су жене у проституцији или дјеца на радним мјестима, иако је показала повећане напоре на ад хок идентификацији таквих жртава. Влада је наставила да води намјенска склоништа за жртве принудног рада - у Осуу и Медини у ширем региону Акре и у скупштини округа Атебубу Амант у региону Бронг Ахафо - али није имала склоништа за жртве сексуалне трговине. Влада је обезбједила непознат износ средстава за ова склоништа.
Власти Гане су већину идентификованих жртава упутиле у склоништа којима управљају невладине организације. Према Anti-human trafficking Unit (AHTU), жртве су добиле заштитну подршку током и након суђења, а тужиоци су њихове изјаве узимали иза затворених врата како би осигурали њихову сигурност и сакрили свој идентитет. Уз одобрење министра унутрашњих послова, жртва трговине људима може трајно остати у Гани ако се сматра да је то у најбољем интересу жртве, иако ниједна жртва није добила такав боравак током прошле године. Није постојао формални процес упућивања за пребацивање жртава у заштитни притвору у друге установе. Влада је обезбједила одређену обуку за службенике за спровођење закона о идентификацији жртава трговине људима.
Влада је охрабривала жртве да помогну у истрази и кривичном гоњењу трговаца људима, иако су многе жртве била дјеца која се плаше да свједоче. Влада је пружила помоћ својим држављанима који су можда били жртве трговине људима, у циљу рехабилитације и реинтеграције у живот земље. Неким жртвама је дат капитал за покретање бизниса, а другима је дата подршка да наставе школовање или науче занат. Влада је одржала партнерство са локалним и међународним невладиним организацијама у циљу спасавања и рехабилитације дјеце која су присиљена да раде у рибарству или рударству током периода извјештавања.

### Превенција (2009.)
Влада Гане је показала обновљене напоре да спријечи трговину људима током прошле године. Спровела је едукативне кампање и радионице о борби против трговине људима како би спријечила трговину људима током периода извјештавања. Службеници за борбу против трговине људима редовно су говорили са порукама против трговине људима у радио емисијама и на телевизији. Служба за имиграцију Гане је задржала радну групу одговорну за патролирање граница и лука ради разоткривања злочина у вези са трговином људима.
Влада је израдила нацрт националног акционог плана који покрива трговину људима. Скупштина града Акре срушила је Солдиер Бар, јавну кућу у Акри за коју се зна да је запошљавала дјецу у проституцији. Гана није чланица Протокола УН из 2000. године.